# Mario Matt
Mario Matt (Zams, 9 aprile 1979) è un ex sciatore alpino austriaco, campione olimpico nello slalom speciale a Soči 2014 e vincitore di cinque medaglie iridate, di cui tre ori.
È fratello di Andreas, sciatore freestyle di alto livello, e di Michael, a sua volta sciatore alpino.

## Biografia

### Stagioni 1997-2000
Nato a Zams e originario di Flirsch, Matt, attivo in gare FIS dall'agosto del 1994, esordì in Coppa Europa il 10 gennaio 1997 a Donnersbachwald in slalom speciale (18º) e nel 1998 vinse la medaglia d'argento nella medesima specialità ai Mondiali juniores del Monte Bianco; l'anno dopo, nella rassegna iridata giovanile di Pra Loup, si aggiudicò un'altra medaglia d'argento, nella combinata.
In Coppa del Mondo esordì il 21 dicembre 1999, nello slalom speciale di Kranjska Gora che chiuse al 17º posto; nella stessa stagione in Coppa Europa ottenne, sempre in slalom speciale, prima il suo primo podio (3º a Krompachy Plejsy il 7 gennaio), poi tutte le tre vittorie nel circuito, il 10 gennaio a Kranjska Gora e il 12 e 13 febbraio a Ofterschwang, e infine si aggiudicò la classifica di specialità. Sempre nel 1999-2000 conquistò la prima vittoria, nonché primo podio, in Coppa del Mondo, il 23 gennaio nello slalom speciale della Ganslern di Kitzbühel; il 9 marzo s'impose quindi in un'altra classica dello sci alpino, lo slalom speciale in notturna sulla Planai di Schladming.

### Stagioni 2001-2006
Nella stagione 2000-2001, dopo aver vinto l'impegnativo slalom speciale del Canalone Miramonti a Madonna di Campiglio il 19 dicembre, valido per la Coppa del Mondo 2001, ed essere salito per l'ultima volta in carriera sul podio in Coppa Europa a Courchevel (2º nello slalom gigante del 25 gennaio), Matt esordì ai Campionati mondiali; nella rassegna iridata di Sankt Anton am Arlberg si laureò campione del mondo nello slalom speciale e conquistò la medaglia d'argento nella combinata.
Disputò la prova di slalom speciale anche ai Mondiali di Sant Moritz 2003 e Bormio/Santa Caterina Valfurva 2005, in entrambi i casi senza completare la prima manche; a Bormio partecipò anche alla combinata, classificandosi 11º. L'anno dopo prese parte ai suoi primi Giochi olimpici invernali, Torino 2006, piazzandosi 34º nella combinata e non terminando lo slalom speciale.

### Stagioni 2007-2013
Nella stagione 2006-2007 in Coppa del Mondo vinse altre due classiche dello sci alpino, la supercombinata del Trofeo del Lauberhorn a Wengen il 14 gennaio e lo slalom speciale della Gudiberg a Garmisch-Partenkirchen il 25 febbraio, e a fine annata risultò 2º nella classifica della Coppa del Mondo di slalom speciale, superato dal connazionale Benjamin Raich di 5 punti. Sempre nel 2007 ai Mondiali di Åre si laureò nuovamente campione del mondo nello slalom speciale e vinse anche la medaglia d'oro nella gara a squadre, oltre a classificarsi 11º nella supercombinata.
Il 22 gennaio 2008 vinse per la seconda volta lo slalom speciale in notturna sulla Planai di Schladming; disputò quindi la prova di slalom speciale iridata a Val-d'Isère 2009, uscendo nella prima manche, e Garmisch-Partenkirchen 2011, classificandosi 4º. Nella rassegna iridata di Schladming 2013 vinse invece la medaglia di bronzo, sempre nello slalom speciale.

### Stagioni 2014-2015
Il 15 dicembre 2013 vinse a Val-d'Isère la sua ultima gara di Coppa del Mondo diventando, a 34 anni e 250 giorni, il più anziano vincitore di uno slalom speciale nella storia del circuito; il 22 febbraio 2014 vinse quindi la medaglia d'oro in slalom speciale ai XXII Giochi olimpici invernali di Soči 2014. Grazie a questo successo divenne il più anziano vincitore di un oro olimpico dello sci alpino: con 34 anni e 319 giorni superò il norvegese Kjetil André Aamodt, che a Torino 2006 aveva vinto il supergigante a 34 anni e 169 giorni. Terminò la stagione conquistando il suo ultimo podio in Coppa del Mondo: 3º nello slalom speciale disputato il 16 marzo a Lenzerheide.
La sua ultima gara in Coppa del Mondo fu lo slalom speciale di Schladming del 27 gennaio 2015, che chiuse al 19º posto; ai Mondiali di Vail/Beaver Creek 2015 non terminò lo slalom speciale, ultima gara della sua carriera: il 12 marzo successivo comunicò infatti il suo ritiro dalla gare.

## Palmarès

### Olimpiadi
- 1 medaglia:
  - 1 oro (slalom speciale a Soči 2014)

### Mondiali
- 5 medaglie:
  - 3 ori (slalom speciale a Sankt Anton am Arlberg 2001; slalom speciale, gara a squadre a Åre 2007)
  - 1 argento (combinata a Sankt Anton am Arlberg 2001)
  - 1 bronzo (slalom speciale a Schladming 2013)

### Mondiali juniores
- 2 medaglie:
  - 2 argenti (slalom speciale a Monte Bianco 1998; combinata a Pra Loup 1999)

### Coppa del Mondo
- Miglior piazzamento in classifica generale: 5º nel 2007
- 42 podi (40 in slalom speciale, 1 in slalom gigante, 1 in combinata):
  - 15 vittorie (14 in slalom speciale, 1 in combinata)
  - 12 secondi posti
  - 15 terzi posti

#### Coppa del Mondo - vittorie
| Data             | Località               | Paese       | Specialità |
| ---------------- | ---------------------- | ----------- | ---------- |
| 23 gennaio 2000  | Kitzbühel              | Austria     | SL         |
| 9 marzo 2000     | Schladming             | Austria     | SL         |
| 19 dicembre 2000 | Madonna di Campiglio   | Italia      | SL         |
| 26 novembre 2001 | Aspen                  | Stati Uniti | SL         |
| 13 marzo 2005    | Lenzerheide            | Svizzera    | SL         |
| 14 gennaio 2007  | Wengen                 | Svizzera    | SC         |
| 25 febbraio 2007 | Garmisch-Partenkirchen | Germania    | SL         |
| 4 marzo 2007     | Kranjska Gora          | Slovenia    | SL         |
| 6 gennaio 2008   | Adelboden              | Svizzera    | SL         |
| 22 gennaio 2008  | Schladming             | Austria     | SL         |
| 17 febbraio 2008 | Zagabria Sljeme        | Croazia     | SL         |
| 14 marzo 2009    | Åre                    | Svezia      | SL         |
| 27 febbraio 2011 | Bansko                 | Bulgaria    | SL         |
| 6 marzo 2011     | Kranjska Gora          | Slovenia    | SL         |
| 15 dicembre 2013 | Val-d'Isère            | Francia     | SL         |

Legenda:

SL = slalom speciale

SC = supercombinata

#### Coppa del Mondo - gare a squadre
- 1 podio:
  - 1 secondo posto

### Coppa Europa
- Miglior piazzamento in classifica generale: 4º nel 2000
- Vincitore della classifica di slalom speciale nel 2000
- 6 podi:
  - 3 vittorie
  - 1 secondo posto
  - 2 terzi posti

#### Coppa Europa - vittorie
| Data             | Località      | Paese    | Specialità |
| ---------------- | ------------- | -------- | ---------- |
| 10 gennaio 2000  | Kranjska Gora | Slovenia | SL         |
| 12 febbraio 2000 | Ofterschwang  | Germania | SL         |
| 13 febbraio 2000 | Ofterschwang  | Germania | SL         |

Legenda:

SL = slalom speciale

### Nor-Am Cup
- Miglior piazzamento in classifica generale: 40º nel 2001
- 3 podi:
  - 1 secondo posto
  - 2 terzi posti

### Campionati austriaci
- 9 medaglie[4]:

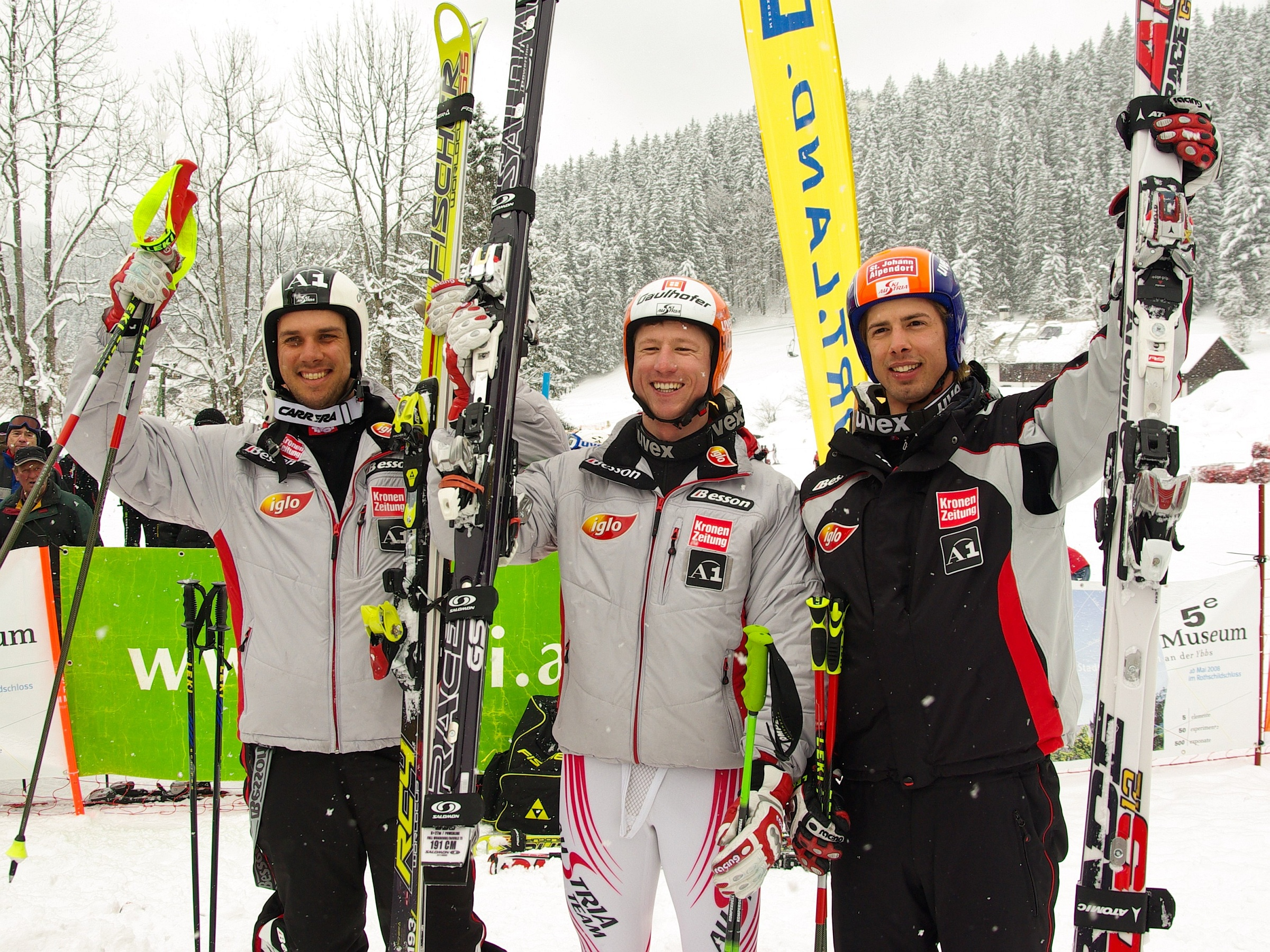
Il podio dello slalom gigante ai Campionati austriaci 2009, con Mario Matt (argento, a sinistra) accanto a Hannes Reichelt (oro, al centro) e a Joachim Puchner (bronzo, a destra)

  - 5 ori (combinata nel 1999; slalom speciale nel 2000; slalom speciale nel 2005; slalom speciale nel 2006; slalom speciale nel 2012)
  - 3 argenti (slalom speciale nel 1999; slalom gigante nel 2005; slalom gigante nel 2009)
  - 1 bronzo (slalom speciale nel 2008)

### Campionati austriaci juniores
- 6 medaglie[4]:
  - 5 ori (discesa libera, supergigante, slalom gigante nel 1996; supergigante nel 1997; slalom speciale nel 1998)
  - 1 argento (slalom speciale nel 1997)